# Notocypraea piperita
Notocypraea piperita is een slakkensoort uit de familie van de Cypraeidae. De wetenschappelijke naam van de soort is voor het eerst geldig gepubliceerd in 1825 door John Edward Gray.